# Tschiertschen-Praden
Tschiertschen-Praden es una comuna suiza del cantón de los Grisones, situada en la región de Plessur. Limita al norte con las comunas de Maladers, Calfreisen, Castiel y Lüen, al este con Molinis, al sureste con Arosa, al sur con Vaz/Obervaz, y al oeste con Churwalden.
La comuna es el resultado de la fusión el 1 de enero de 2009 de las antiguas comunas de Tschiertschen y Praden.